# Xylographus bostrichoides
Xylographus bostrichoides là một loài bọ cánh cứng trong họ Ciidae. Loài này được Dufour miêu tả khoa học năm 1843.